# Asienmeisterschaften 2024
1. WEITERLEITUNG Asienmeisterschaft 2024